# Kvinnemuseet
Kvinnemuseet (Muzeum Kobiet) w Kongsvinger zostało założone w willi "Rolighed" – domu rodzinnym pisarki Dagny Juel Przybyszewskiej. 

## Historia
Budynek został zbudowany w 1857 w stylu szwajcarskim. Jego pierwszym właścicielem był kupiec Sigward Irgens Rynning. Po jego śmierci dom został sprzedany. W 1875 roku kupili go Minda i Hans Lemmich Juellowie. Hans Lemmich Juell był lekarzem. Mieli 4 córki. Najbardziej znaną była Dagny Juel Przybyszewska. Po śmierci męża Minda sprzedała dom. Pełnił on rolę plebanii, a po II wojnie światowej gmina będąca właścicielem kwaterowała tam osoby nie mające mieszkań.  W latach 1954–1983 mieściła się tu stolarnia. Po jej wyprowadzce budynek stał pusty i planowano jego wyburzenie.  
W 1988 roku zrodziła się idea utworzenia w zdewastowanym domu muzeum związanego z Dagny Juel Przybyszewską i kwestią emancypacji kobiet. Muzeum Kongsvinger wykupiło w 1989 roku zniszczony budynek i przystąpiło do odbudowy. Wymieniono wszystkie okna, a ganek, który się zawalił odrestaurowano na podstawie zachowanych fotografii. 31 maja1995 roku uroczystego otwarcia dokonała norweska królowa Sonja. W 1997 roku muzeum uzyskało status muzeum narodowego. 
Swoją działalność Muzeum Kobiet (bo tak nazwano instytucję usytuowaną w "Rolighed") zainaugurowało wystawą Kvinnesjebner (Losy kobiet). Obecnie w muzeum mieści się stała wystawa poświęcona Dagny Juel Przybyszewskiej oraz wystawy czasowe. Muzeum organizuje koncerty i wystawy współczesnych artystów norweskich. W archiwum muzeum znaleźć można materiały dotyczące Dagny Juel Przybyszewskiej oraz historii norweskiego ruchu emancypacyjnego.

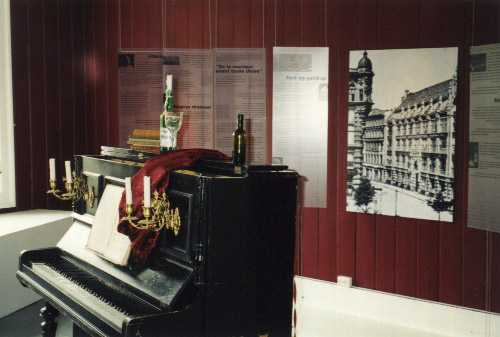
Stała wystawa w Kvinnemuseet poświęcona Dagny Juel Przybyszewskiej

1 czerwca 2017 roku muzeum zostało ponownie otwarte po rocznej przerwie. Została zmieniona ekspozycja. W 2020 roku Muzeum otrzymało dotację 100 tysięcy koron norweskich z Archiwum Narodowego (Arkivverket) na digitalizację i uporządkowanie zbiorów dotyczących trzech norweskich kobiet: Berit Ås, Torild Skard i Trine Eklund.